# Алан Макдайърмид
Алан Греъм Макдайърмид (на английски: Alan Graham MacDiarmid) е новозеландски химик, натурализиран американец, един от тримата лауреати на Нобеловата награда за химия през 2000 година.

## Биография
Алан Макдайърмид е роден на 14 април 1927 година в Мастъртън, Нова Зеландия, в семейство с пет деца, от които той е четвъртото. Семейството му е относително бедно и по време на Голямата депресия, в търсене на препитание, се премества от Мастъртън в Лоуър Хът, градче на няколко мили от столицата Уелингтън. Дори на малкия Алан се налага да работи, като разнася на колелото си вечерната поща в града.
На около 10-годишна възраст Макдайърмид развива интерес към химията и започва да се самообразова, заемайки учебници и книги от библиотеката. След три години обучение в гимназията Хът Вели, на 16-годишна възраст, се налага да прекъсне и да започне работа. Става разсилен в химическия факултет на Университетския колеж „Виктория“ в Уелингтън, а впоследствие и задочен студент на колежа и по този начин взема бакалавърска и магистърска степен по химия. След като става бакалавър, от университета му дават правото да води лабораторните упражнения по химия. След като завършва магистратура, продължава да работи като асистент във факултета. Към това време, 1949 година, датира и първата му публикация в научното списание „Нейчър“.
През 1950 година Макдайърмид печели Фулбрайтова стипендия за Университета в Уискънсин, където специализира неорганична химия. Защитава магистърска степен през 1952 и докторат през 1953 година. Печели стипендия на новозеландското правителство за изследователска позиция в Кеймбриджкия университет, като обект на изследванията му под ръководството на проф. Х. Дж. Емелиъс са силициевите хидриди. На тази тема е посветен вторият му докторат, защитен през 1955 година.
След кратък престой в Куинс Колидж в Университета „Сейнт Андрю“, Шотландия, Макдайърмид приема назначението за младши изследовател във Факултета по химия към Пенсилванския университет, където през 1964 година става професор и прекарва общо 45 години от академичната си кариера в преподаване и научни изследвания. През 2002 година става преподавател и в Тексаския университет.
Първата съпруга на Макдайърмид, Мариан Матийо, с която сключва брак през 1954 година, почива през 1990 година. Двамата имат четири деца. Макдайърмид се жени повторно през 2005 година за колежката си химичка Гейл Джентил.
В края на живота си Макдайърмид заболява от миелодисплазия. Планира да се върне в Нова Зеландия в началото на февруари 2007, когато пада по стълбите в дома си в Дрексъл Хил, вследствие от което умира на 7 февруари. Погребан е в гробището Арлингтън на Дрексъл Хил.

## Научни приноси
Най-известните изследвания на Макдайърмид са свързани с откриването и разработването на електропроводимите полимери – пластмаси, които провеждат електричество. За тези изследвания той работи съвместно с японския химик Хидеки Ширакава и с американския физик Алан Хийгър, с които споделя Нобеловата награда за химия за 2000 година. Работата на тримата има освен теоретични, но и важни практически резултати, тъй като електропроводимите полимери намират приложение в светодиодите, фотоволтаичните клетки и дисплеите на мобилните телефони.